# Diallactia ocellaris
Diallactia ocellaris är en tvåvingeart som beskrevs av Boris Mamaev 1964. Diallactia ocellaris ingår i släktet Diallactia och familjen gallmyggor. Inga underarter finns listade i Catalogue of Life.